# Christiane Löhr
Christiane Löhr, née en 1965 à Wiesbaden, est une artiste contemporaine allemande reconnue pour son travail sculptural et ses installations, qui s'inscrivent dans la tradition du minimalisme et du land art.
Elle étudie à l'Académie des Beaux-Arts de Düsseldorf, où elle devient l’élève de l'artiste Jannis Kounellis.
Christiane Löhr explore des matériaux naturels, tels que les graines, les plumes et les brins d’herbe, pour créer des œuvres délicates qui interrogent la relation entre l'homme, la nature et l’espace. Ses créations légères transforment des éléments fragiles en sculptures durables.
Son travail est exposé dans de nombreuses institutions internationales.

## Biographie

### Origines et enfance
Christiane Löhr naît en 1965 à Wiesbaden, en Allemagne,.
Elle manifeste dès son enfance un intérêt pour le monde naturel, en observant son environnement et en étudiant les insectes et les végétaux. Son lien avec la nature se renforce à ses 18 ans lorsqu’elle reçoit un cheval après avoir gagné une tombola. La jument, alors gestante, met bas, et Löhr garde le poulain pendant 24 ans.
Passant ainsi beaucoup de temps en extérieur, Christiane Löhr découvre progressivement certains matériaux naturels qu’elle utilisera plus tard dans son travail artistique. C’est en enlevant régulièrement des bardanes de la crinière de son cheval qu’elle commence à expérimenter avec ce matériau, qui deviendra l’un des éléments centraux de ses œuvres.

### Éducation
Entre 1994 et 1997, Christiane Löhr étudie à l'Académie des Beaux-Arts de Düsseldorf et, dès 1996, devient l'élève de Jannis Kounellis, figure de l'Arte Povera,.

### Carrière
Christiane Löhr est une artiste contemporaine dont le travail s'inscrit dans le minimalisme et le land art. Elle utilise principalement des matériaux organiques tels que des graines, des graminées, des chardons et des tiges de plantes pour créer des sculptures de petite et moyenne taille. Ses œuvres sont caractérisées par des structures géométriques précises, souvent comparées à des formes architecturales comme des coupoles, des calices ou des tapis végétaux.
Loin d’une approche aléatoire, son travail repose sur un processus rigoureux d’assemblage et d’équilibre, explorant les notions de tension, de spatialité et de structure. Son utilisation de matériaux naturels dans des compositions aux lignes épurées s'inscrit dans une démarche minimaliste, évoquant des artistes comme Donald Judd et Tony Cragg.
L’historien de l’art italien Germano Celant décrit ainsi son approche artistique : « Contrairement à la lourdeur et à la gravité physique et environnementale de nombreuses sculptures contemporaines, l’aspiration de cette artiste allemande est d’exprimer un sentiment de délicatesse et d’évanescence, de douceur et de légèreté ».

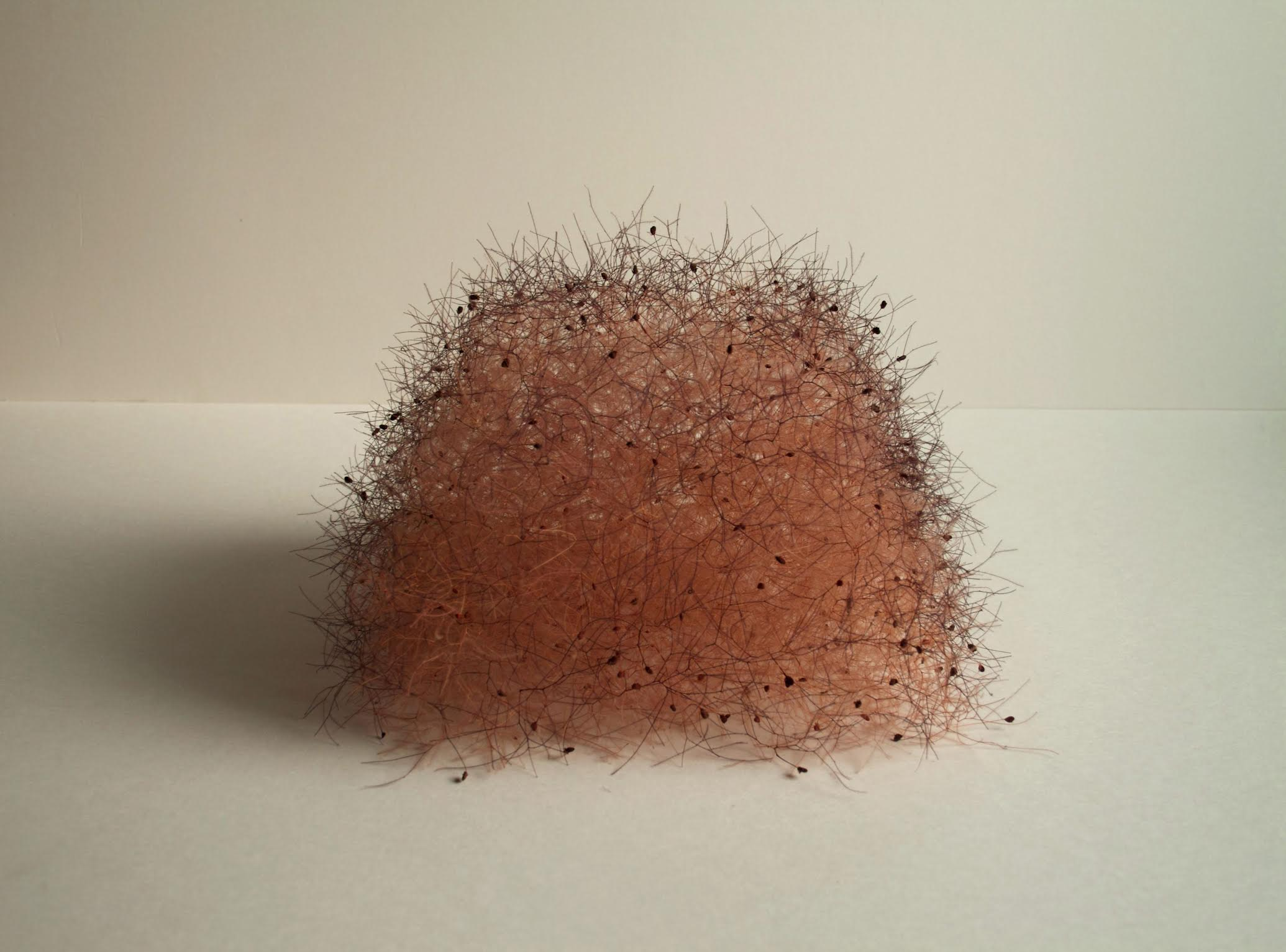
Permeable Form, 2012.

Elle utilise des bâtons d’huile, de l’encre et du graphite comme médiums de dessin. « La surface et l’espace sont les thèmes majeurs de ses dessins. Des structures linéaires « poussent » à partir d’un point, souvent du bas de la page jusqu’à son bord supérieur ; l’artiste décrit cet effet comme « un jaillissement, de l’intérieur vers l’extérieur ». Visuellement, ces structures semblent s’étendre bien au-delà des limites du papier, donnant l’impression qu’elles pourraient croître à l’infini et envahir l’espace environnant ».
Son œuvre invite le spectateur à une immersion dans des microcosmes souvent négligés. Au Japon, son art résonne particulièrement avec la culture de l'observation minutieuse et de la patience, tandis qu'en Europe, son travail suscite fréquemment des interrogations sur la pérennité des matériaux utilisés. Löhr, quant à elle, revendique la durabilité de ses structures, insistant sur leur capacité à traverser le temps malgré leur apparente fragilité.

### Vie privée
Christiane Löhr vit entre Cologne et Prato,.

## Notoriété
Ses œuvres sont présentes dans plusieurs collections prestigieuses, telles que celles de la Fundació Pilar i Joan Miró à Palma de Majorque, du Museum Kunstpalast à Düsseldorf, du Museum of Modern Art à New York, de la FAI Villa e Collezione Panza à Varèse, de la New York Public Library, ainsi que de la Staatliche Graphische Sammlung à la Pinakothek der Moderne à Munich.
En 2020, une monographie complète sur son travail a été publiée par Hatje Cantz.

## Expositions

### Expositions individuelles (sélection)
- 2004 : Tendersi dentro – Stretching towards the inside, Collezione Gori Fattoria di Celle Santomato, Pistoia[4].
- 2009 : Sortint de l’embull, Fundació Pilar i Joan Miró, Palma de Majorque[4].
- 2010 : Dividere il vuoto, Villa e Collezione Panza, Varèse[4].
- 2014 : permeabile, Opelvillen[8].
- 2015 : Encircling the Orbit, Vangi Sculpture Garden Museum, Shizuoka
- 2016 : Kunsthaus Baselland, Muttenz[4].
- 2019 : Christiane Löhr, Cascina Maria, I.D.E.A. (Independent Domus Exhibiting Art), Italie (exposition en résidence, en collaboration avec Tucci Russo Studio per l’Arte Contemporanea, Torre Pellice)[9].
- 2020 : Movimenti circolari, Galleria San Fedele, Milan[4].
- 2021 : Christiane Löhr. Ordnung der Wildnis, Haus am Waldsee, Berlin[4],[10].
- 2022 : Christiane Löhr, Centre d’Arts et de Nature, Domaine Régional de Chaumont-sur-Loire[4].
- 2024 : Christiane Löhr, Musée Arp, Bahnhof Rolandseck, Allemagne[5].
- 2025 : Christiane Löhr – Kosmos et Kontext, Musée Lothar Fischer, Neumarkt, Allemagne[11].

### Expositions collectives (sélection)
- 1997 : Das Übergewicht des Kleinen, Mittelrhein-Museum, Koblenz
- 1999 : Forum Kunst, Rottweil[4].
- 2001 : Gruppenausstellung 49. Biennale di Venezia, Arsenale, Venise[4].
- 2003 : Wie die Dinge den Raum berühren, Kunstmuseum Bonn / Salone Villa Romana, Florence[4].
- 2006 : Gruppenausstellung XII Biennale Internazionale di Scultura, Carrare[4].
- 2010 :
  - Gruppenausstellung Dead or Alive, Museum of Art and Design, New York[4].
  - Gruppenausstellung Linie Line Linea. Zeichnungen der Gegenwart, Kunstmuseum Bonn[4].
- 2017 : Gruppenausstellung La materiale della forma. Collezione Panza di Biumo, MART – Museo di Arte Moderna e Contemporanea di Trento e Rovereto[4].
- 2018 : Attrazione, Skulpturenpark Waldfrieden / Cragg Foundation, Wuppertal[4].
- 2021 : Gruppenausstellung Inventing Nature. Pflanzen in der Kunst, Staatliche Kunsthalle Karlsruhe[4].

- 2021 : Dierking, Zurich[4].

## Publications
- (de) Christiane Löhr, wie Dinge den Raum berühre : eine Ausstellung für Kinder und Jugendliche im Kunstmuseum Bonn  (ill. Christiane Löhr), Kunstmuseum, 2003, 35 p. (ISBN 9783929790559)
- (en + it) Christiane Löhr : tendersi dentro  (trad. Miranda McPhail), Gli ori, 2004, 62 p. (ISBN 9788873361190)
- (de + es + en) Christiane Löhr : esculturas, dibujos e instalaciones  (ill. Christiane Löhr), Centro de Arte y Naturaleza, Fundación Beulas, 2007, 109 p. (ISBN 9788461159901)